# 阿爾霍納
阿爾霍納是哥倫比亞的城市，位於該國北部，由玻利瓦省負責管轄，始建於1775年3月13日，距離首府卡塔赫納25公里，面積1,080平方公里，海拔高度63米，2005年人口62,136。
10°10′N 75°20′W / 10.167°N 75.333°W